# Popeia
Popeia är ett omstritt släkte av ormar. Popeia ingår i familjen huggormar.
Arter enligt Catalogue of Life:
- Popeia barati
- Popeia buniana
- Popeia fucatus
- Popeia inornata
- Popeia popeorum
- Popeia sabahi

Enligt The Reptile Database är Popeia ett synonym till Trimeresurus.